# 33491 Tonyroman
33491 Tonyroman este o planetă minoră (asteroid), cu un diametru de 3,114 km, din centura de asteroizi. A fost descoperită pe 11 aprilie 1999 la Stația Anderson Mesa de Lowell Observatory Near-Earth-Object Search. 
Obiectul prezintă o orbită caracterizată de o semiaxă mare de 2,3954805 UAi, o excentricitate de 0,07, o înclinație de 5,92739 ° în raport cu ecliptica.